# Imanni da Silva
Imanni da Silva (Luanda, 14 de Abril de 1981) é uma modelo, ativista, estilista, apresentadora, atriz e artista plástica angolana, considerada a primeira modelo transgénero no continente africano.

## Biografia
Imanni da Silva tornou público os diferentes ataques transfóbicos que sofreu ao longo da carreira e é uma voz ativa que advoga contra a violência, inclusive física, sofrida por pessoas trans em Angola.
Ligada a projetos relacionados a Direitos Humanos e geradora de debates sobre as questões de género no espaço público, Imanni iniciou a sua transição de género em 2007, com terapia hormonal, e em 2011 decidiu submeter-se à cirúrgia de mudança de sexo, em Inglaterra. No ano seguinte, participou no concurso internacional Miss Transexual na Tailândia.

## Percurso
Imanni estudou na Escola Nacional de Administração Pública (ENAP) Em finais de 2012 concorreu ao concurso de Miss Transexual na Tailândia. 
Participou em novembro de 2015 no Festival de Artes e Livros, denominado AKE Arts & Book Festival, na cidade de Abeokuta, na Nigéria. Integrou a exposição coletiva Em Dependência, uma iniciativa da organização Ondjango Feminista.
Em 2018, Imanni foi concorrente do Super Sireyna Wordwide, nas Filipinas e no mesmo ano, inaugurou a sua primeira exposição de artes plásticas a solo, intitulada Vermelho Sou. Vermelho Somos", que abordava a mulher como o centro criativo dos quinze quadros expostos. 
Imanni da Silva fez parte do elenco do filme Michelli, de Cláudio Chocolate, onde interpreta a personagem principal, Michelli, uma mulher trans durante o isolamento devido à pandemia. Em 2018, integrou a exposição Vermelho Sou, Vermelho Somos, no Camões - Centro Cultural Português, em Luanda.
Em março de 2022, também fez parte da exposição coletiva Expressão Feminina das artistas plásticas angolanas Denise Luís, Fineza Teta, Fity, Kiana e Sarhai na Galeria de Exposições, do Centro Cultural Brasil-Angola (CCBA), em Luanda. Com o objetivo de explorar, através da variedade de materiais e formas, a expressividade das mulheres angolanas, em especial aquelas com vários percursos de vida e ligadas às artes. 

## Reconhecimento e prémios
Imanni da Silva já participou e cinco concursos de beleza, onde vence sete prêmios dos quais dois foram Primeiro Lugar. 
Foi Primeira dama de honor do Super Sireyna Worldwide, em 2018, na cidade de Manila, Filipinas.